# Lliga Patriòtica Luxemburguesa
La Lliga Patriòtica Luxemburguesa (LPL) (en luxemburguès: Lëtzebuerger Patriote Liga) va ser una organització luxemburguesa de resistència durant la Segona Guerra Mundial. Està relacionada amb l'inici una certa consciència nacional que va aparèixer arran de la Invasió de Luxemburg per part de l'Alemanya nazi el 1940. Va ser fundada el 4 de setembre de 1940 al Liceu d'Echternach per Raymond Petit, que es va suïcidar el 21 d'abril de 1942 quan fugia de la Gestapo.
Els primers membres del grup eren bàsicament estudiants, que mantenien un alt gran de secretisme respecte a la seva identitat i les primeres activitats del grup se centraren a apel·lar els luxemburguesos per resistir la invasió alemanya. Ràpidament van aconseguir estendre la seva influència i formar una important xarxa amb gent que compartia les seves idees. També van establir col·laboració amb altres grups de la resistència francesa o belga. El 1941 van fer una important campanya en contra d'un referèndum que els alemanys pretenien organitzar al país per forçar la seva annexió a l'Alemanya nazi, que finalment no es va celebrar.
A partir de 1942 van professionalitzar la seva organització i estructura, construïda entorn d'un "Governador" que feia de cap de la resistència (tot i que probablement es tractava d'un petit grup de persones) i diversos "Agents en cap". Raymond Petit va ser-ne possiblement el membre més destacat, fins a la seva mort.
Després de la guerra ex-membres del grup van fundar l'Amical LPL, per reagrupar-ne els seus integrants i defensar la seva memòria i mèrits durant la Segona Guerra Mundial.